# Весна двадцать девятого
«Весна двадцать девятого» — советский телевизионный художественный фильм 1975 года, снятый режиссёром Георгием Юнгвальд-Хилькевичем на Одесской киностудии.
Экранизация пьесы «Темп» (1929) Н. Ф. Погодина о строительстве Сталинградского тракторного завода.
Прототипом главного героя считается американский инженер Джон Найт Калдер.
Премьера телефильма состоялась 17 апреля 1976 года на Центральном телевидении.

## Сюжет
Действие фильма происходит в 1929 в годы первой пятилетки. Полным ходом идёт сооружение одного из первых промышленных объектов, возведённых по планам ускоренной индустриализации СССР — Сталинградского тракторного завода. Строительство тракторного завода осуществлялось с привлечением специалистов из западных стран, в первую очередь США.
Герой фильма — руководитель строительства завода Григорий Гай, человек неиссякаемой энергии, беззаветно преданный делу, сумевший сплотить коллектив для досрочного завершения строительства.

## В ролях
- Валерий Золотухин — Григорий Гай, директор строительства тракторного завода
- Вера Васильева — Софья, секретарь парткома
- Наталья Варлей — Элла Михайловна, жена Гая
- Александр Леньков — Максим, инженер
- Нина Ильина — Анка, рабочая, возлюбленная Максима
- Гиви Тохадзе — нарком
- Юрий Дубровин — Ёлкин, председатель профкома
- Сергей Яковлев — Юрий Николаевич Гончаров, главный инженер строительства тракторного завода
- Игорь Дмитриев — Груздев, инженер
- Георгий Георгиу — Белковский, исполняющий обязанности директора
- Светлана Старикова — Ксения Ивановна, секретарь Григория Гая
- Олег Белов — Сергей Манаенков, инженер
- Александр Барушной — Картер, американский инженер, представитель фирмы
- Юрий Тавров — Тиша, рабочий с Полтавщины
- Вадим Ильенко — Касторкин
- Микаэла Дроздовская — переводчица
- Лев Перфилов — диспетчер на строительстве тракторного завода
- Валентина Прокофьева — медсестра
- Валентина Бражник — эпизод
- Виктор Демерташ — американец на собрании
- Вера Кулакова — эпизод
- Борис Молодан — эпизод (нет в титрах)
- Александр Гединский — эпизод (нет в титрах)

## Съёмочная группа
- Режиссёр-постановщик: Георгий Юнгвальд-Хилькевич
- Сценарист: Марк Захаров
- Оператор: Евгений Гречановский
- Композитор:Дмитрий Шостакович
- Художник: Александр Адамович
- Режиссёры: В. Котюков, Б. Савельев
- Ассистенты режиссёра: В. Левин, Н. Линецкий
- Второй оператор: Я. Озеровский
- Ассистент оператора: В. Ратушный
- Редактор: З. Ергалиева
- Звукооператор: А. Нетребенко
- Ассистент звукооператора: Л. Кузницкий
- Монтаж: В. Олейник
- Музоформитель: С. Сапожников
- Художник-декоратор: А. Поляков
- Грим: Е. Тимофеева
- Костюмы: Л. Яремчук
- Стихи: Р. Рождественского
- Балетмейстеры: Н. Рыженко, В. Смирнов-Голованов
- Симфонический оркестр Государственного академического Большого театра СССР
- Дирижёр: Максим Шостакович
- Московский катерный хор под руководством В. Минина
- Инструментальный ансамбль
- Дирижёр: С. Сапожников
- Директор картины: Г. Фёдоров

Фильм снят по заказу Государственного Комитета Совета Министров СССР по телевидению и радиовещанию.